# 24e Landingsflottielje
Het 24e Landingsflottielje (Duits: 24. Landungsflottille) was een operationele eenheid van de Duitse Kriegsmarine tijdens de Tweede Wereldoorlog. Zo’n flottielje was normaal uitgerust met onder andere 20 tot 30 stuks van de Marinefährprahm. 

## Geschiedenis

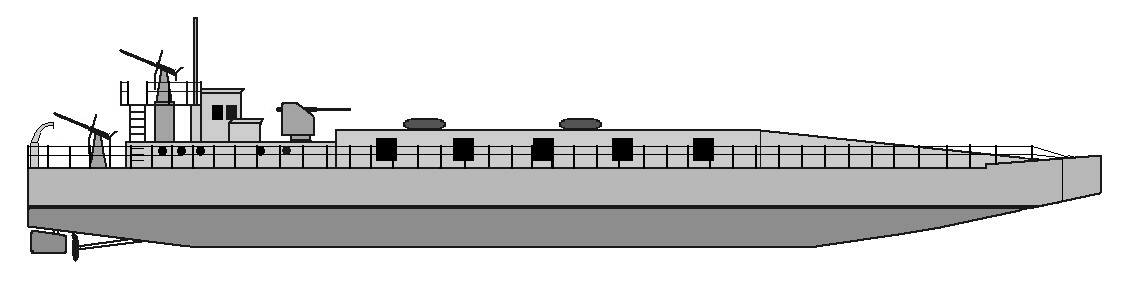
De standaarduitrusting: de Marinefährprahm

Het flottielje werd opgericht op 15 februari 1943 door omdopen van het 27e Landingsflottielje. Het bevond zich op dat moment in Swinemünde en verhuisde in maart 1943 terug naar Tallinn. Van hieruit werd het ingezet bij operaties om de bestaande mijnbarrières te versterken en te beveiligen. In mei 1943 werden de MFP’s ook ingezet voor de bestrijding van onderzeeërs. In augustus 1943 werd het flottielje versterkt van vier naar zes groepen: 5e MFP en 6e AT Groep. In november 1943, toen de Finse Golf begon te bevriezen, verhuisde het flottielje naar Swinemünde en keerde in maart 1944 terug naar Tallinn. Opnieuw nam het deel aan mijnenvelden uitbreiding en beveiliging. In mei 1944 bestond het flottielje uit 1 stafschip, 2 SAT, 12 AFP’s, 30 MFP’s, 2 sleepboten, 1 tender, 1 dienstboot en 1 transportboot. Op 10 juni 1944 verhuisde het flottielje naar Kotka om van hieruit te worden ingezet tegen het Sovjet offensief in de Baltische staten. De boten werden gebruikt voor mijnleg- en ontruimingsoperaties, waaronder het ontruimen van de eilanden van Baai van Vyborg en Finse bases in Pakahami Baai vanaf 22 juni 1944. Er werden nog steeds mijnen gelegd onder aanhoudende luchtaanvallen. Vanaf september 1944 werd het flottielje gebruikt om Duitse troepen uit Zuid-Finland te evacueren en vervolgens Estland vanuit Tallinn en Baltischport. In oktober 1944 werden bevoorradingsreizen uitgevoerd naar Mõntu op Ösel en van daaruit werden gewonden vervoerd. In de nacht van 24 november 1944 werden alle 17 nog operationele MFP's van het flottielje naar de oostkust van Schworbe bij Zerel gestuurd om die nacht deel te nemen aan de evacuatie van het schiereiland. Het was mogelijk om 3.500 soldaten, 690 gewonden, 7 Sturmgeschützen en ander materieel naar het vasteland over te brengen. De boten werden vervolgens gebruikt voor veiligheidstaken aan de kust van het Koerlandse bruggenhoofd en voor transport naar Oost- en West-Pruisen en terug. Voor transporten in het Kurisches Haff om Memel te bevoorraden en te ontruimen, kreeg het flottielje tijdelijk landingsveerboten toegewezen van Landungs-Pioneer Battalion 128. Van 23 tot 30 januari 1945 namen de MFP's van het flottielje deel aan de evacuatie van Memel d.m.v. transporten met zwaar materieel, gewonden en de laatste vluchtelingen naar Pillau. Gedurende deze tijd werd de AT-groep verdeeld in gevechtsgroepen van de 3. en 7. Artillerieträgerflottillen. Op 29 januari 1945 verhuisden alle MFP's naar Pillau om het 4e Leger, dat was afgesneden in de omsingelingsslag van Heiligenbeil, via het Frisches Haff te bevoorraden en vanuit Pillau verbindingstransporten over zee uit te voeren. MFP's werden ook gebruikt om vluchtelingen van Neukuhren naar Pillau te vervoeren. Tot 19 februari 1945 vonden transporten plaats tussen Pillau en Koningsbergen. De resten van het 4e Leger werden van 3 tot 28 maart geëvacueerd. Op 22 maart 1945 verhuisde het flottieljehoofdkwartier naar Hela. Na de val van Gotenhafen en Danzig werden vanaf april in Pillau weer grote transporten geladen. In de nacht van 5 april 1945 werden soldaten en burgers geëvacueerd uit de Oxthöfter Kämpe tijdens Operatie Walpurgisnacht. Op 25 april 1945 vertrokken de MFP's van het flottielje voor de laatste keer vanuit Pillau. De laatste dagen van de oorlog waren gevuld met evacuatiereizen naar het westen. Aan het einde van de oorlog voeren de boten naar Laboe en werden daar krijgsgevangen gemaakt.

### Einde
Het 23e Landingsflottielje capituleerde in mei 1945 in Laboe aan Britse strijdkrachten.

## Commandanten
| Rang             | Naam           | Begin            | Eind       |
| ---------------- | -------------- | ---------------- | ---------- |
| Fregattenkapitän | Erich Brauneis | 15 februari 1943 | 8 mei 1945 |